# 카넬라
카넬라(학명: Canella winterana 카넬라 윈테라나[*])는 카넬라과의 단형 속인 카넬라속(학명: Canella)의 유일한 종이다.

## 분포
아메리카에 분포한다. 원산지는 북아메리카(미국), 카리브(과들루프, 도미니카 연방, 마르티니크, 몬트세랫, 미국령 버진아일랜드, 바베이도스, 바하마, 세인트루시아, 세인트빈센트 그레나딘, 아이티, 앤티가 바부다, 앵귈라, 영국령 버진아일랜드, 자메이카, 케이맨 제도, 쿠바, 푸에르토리코), 남아메리카(베네수엘라)이다.